# Glenn Strange
Glenn Strange (16 de agosto de 1899 – 20 de septiembre de 1973) fue un actor cinematográfico y televisivo de nacionalidad estadounidense, habitual en producciones de género western. Se hizo sobre todo conocido por encarnar al monstruo de Frankenstein en tres películas de Universal Studios en la década de 1940, así como por su papel de Sam Noonan en  la serie televisiva de la CBS Gunsmoke.

## Primeros años
Nacido en Weed (Nuevo México), su nombre completo era George Glenn Strange, y era el cuarto hijo de William Russell Strange y Sarah Eliza Byrd. Era descendiente de Pocahontas y John Rolfe, de Jamestown (Virginia), por lo que tenía sangre irlandesa y Cherokee. Su primo fue la estrella cinematográfica del western Rex Allen.
Strange se crio en Cross Cut, en el Condado de Brown (Texas). Su padre era camarero y ranchero. Strange aprendió a tocar de oído el fiddle y la guitarra, y a los doce años tocaba en bailes de estilo cowboy. En 1928 trabajaba en la radio en El Paso (Texas), y en 1930 fue a Hollywood como miembro de un grupo de cantantes, los Arizona Wranglers. Strange se había unido a los cantantes tras haber actuado en un rodeo en Prescott (Arizona). Un primo de Strange, Taylor McPeters, o "Cactus Mack", también formaba parte de los Wranglers. 
Strange consiguió su primer papel cinematográfico en 1932, actuando en centenares de producciones a lo largo de su carrera. En 1949 fue Butch Cavendish en la serie interpretada por Clayton Moore El llanero solitario.
Strange fue en dos ocasiones Jim Wade en la serie western de Bill Williams The Adventures of Kit Carson. También encarnó dos veces a "Blake" en otra producción televisiva western, The Cisco Kid. En 1954 fue el Sheriff Billy Rowland en el show western interpretado por Jim Davis Stories of the Century. Strange actuó seis veces, y con papeles diferentes, en 1956 en la serie de Edgar Buchanan Judge Roy Bean. En 1958 participó en un episodio del show protagonizado por John Payne The Restless Gun. Además, en 1959 trabajó en otra serie western, Mackenzie's Raiders, en concreto en el capítulo titulado "Apache Boy". Con relación a Gunsmoke, Strange trabajó por vez primera en el show en 1959, asumiendo varios papeles antes de ser elegido para interpretar al camarero.

## ElMonstruo de Frankenstein
En 1942 actuó en The Mad Monster, de Producers Releasing Corporation, y en 1944, mientras se preparaba para actuar en una cinta de acción de Universal, el artista de maquillaje Jack Pierce pensó que el rostro de Strange era adecuado para el papel del monstruo. Así, fue escogido para actuar en House of Frankenstein encarnando el papel creado por Boris Karloff en la versión de Frankenstein rodada en 1931.
 
Strange interpretó también al Monstruo en Abbott and Costello Meet Frankenstein (1948), junto a Lon Chaney y Bela Lugosi. Strange hizo lo mismo con Lou Costello en un sketch sobre una casa encantada en The Colgate Comedy Hour. Además, hizo una actuación publicitaria como un enmascarado sentado en un palo en una cadena televisiva de Los Ángeles en la década de 1950. Tras varias semanas de incógnita sobre la identidad del individuo, Strange se quitó la máscara y apareció como el Monstruo de Frankenstein (realmente, otra máscara más). Strange también fue un monstruo con caracteres simiescos en la comedia de horror de los The Bowery Boys Master Minds en 1949, imitando los frenéticos movimientos cómicos de Huntz Hall.
Durante la ola de comercialización de productos relacionados con los monstruos entre las décadas de 1950 y 1960, Glenn Strange fue usualmente la imagen de Frankestein en juguetes y otros objetos. En 1969 The New York Times erróneamente publicó en el obituario de Boris Karloff una foto del Monstruo de Frankestein de Glenn Strange.

## Vida personal
La primera esposa de Strange fue Flora Hooper. Con su segunda esposa, Minnie Thompson (1911–2004), estuvo casado 36 años, desde 1937 a 1973, año del fallecimiento de él. La pareja tuvo dos hijos, Harry Glenn Strange (nacido en 1938) y Janine Laraine Strange (1939).
Glenn Strange falleció a causa de un cáncer de pulmón en Los Ángeles, California, en 1973, poco después de haber dejado el trabajo en Gunsmoke a causa de sus problemas de salud. Strange había colaborado en ocasiones con el actor de western Eddie Dean, interpretando ambos la canción titular de Tumbleweed Trail (1942). Dean cantó en el funeral de Strange como homenaje final al actor. Strange fue enterrado en el Cementerio Forest Lawn Memorial Park de Hollywood Hills, en Los Ángeles